# Amuda (poddystrykt)
Amuda – jedna z 4 jednostek administracyjnych trzeciego rzędu (nahijja) dystryktu Al-Kamiszli w muhafazie Al-Hasaka w Syrii.
W 2004 roku poddystrykt zamieszkiwało 56 101 osób.